# Biserica „Sfântul Dumitru” din Botnărești
Biserica „Sf. Dumitru” este o biserică amplasată în Botnărești, raionul Anenii Noi, Republica Moldova. Este un monument arhitectural de importanță națională inclus în Registrul monumentelor Republicii Moldova ocrotite de stat cu nr. 21 (raionul Anenii Noi). Datează din anii 1930.